# Boston Lyric Opera
La Boston Lyric Opera (BLO) è una compagnia d'opera americana con sede a Boston, Massachusetts, fondata nel 1976. La BLO è la compagnia d'opera più grande e longeva del New England. Impiega ogni anno quasi 350 artisti e professionisti creativi: cantanti, artigiani, macchinisti, costumisti e scenografi, molti dei quali sono membri della comunità di Boston. 

## Produzioni
Ogni stagione BLO realizza quattro produzioni sul palcoscenico principale nell'area della Greater-Boston, una delle quali è un nuovo lavoro in primo piano. BLO riceve un finanziamento parziale da una sovvenzione del Massachusetts Cultural Council. Investe regolarmente in coproduzioni con altre compagnie statunitensi tra cui la New York City Opera, l'Opera Theatre of Saint Louis, la Houston Grand Opera e la Glimmerglass Festival.
Il lavoro di comunità della BLO ha compreso la partecipazione alla stagione tematica "Egypt in Boston" che ha celebrato l'Egitto in molte delle principali istituzioni culturali di Boston nel 1999-2000. Nell'estate del 2002 BLO ha prodotto "Carmen on the Common", un'iniziativa di sensibilizzazione della comunità di una serie educativa estiva che è culminata in due esibizioni all'aperto gratuite e messe in scena integralmente della Carmen di Bizet al Boston Common. Piani simili erano stati previsti per l'Aida di Verdi nella stagione 2005-2006, ma furono annullati a causa dell'insufficiente sostegno finanziario.

## Personale creativo
Il direttore d'orchestra John Balme è stato direttore generale dal 1979 al 1989. Janice Mancini Del Sesto è stata direttore generale dal 1992 al 2008, mentre Stephen Lord è stato direttore musicale dal 1991 al 2008. Durante quel periodo, il budget dell'azienda è cresciuto da $ 800.000 (USD) a $ 6 milioni (USD). Dal 2008 il direttore generale e artistico è Esther Nelson. Nel giugno 2010 BLO ha annunciato la nomina di David Angus come successivo direttore musicale della compagnia, a partire dalla stagione 2010-2011 e continua a guidare musicalmente la compagnia.
Nel 2009 John Conklin è entrato a far parte della BLO come consulente artistico e nel 2012 Julia Noulin-Mérat si è unita come produttrice associata. A partire dal 2019 John Conklin ha progettato 15 produzioni e Julia Noulin-Mérat ne ha progettate 10.
Nel 2010 la BLO ha commissionato un'opera al compositore Richard Beaudoin a precedere le sue esibizioni del febbraio 2011 di Der Kaiser von Atlantis di Viktor Ullmann. Beaudoin ha risposto con un lavoro di 20 minuti per cantanti ed ensemble da camera.